# Contraseña (álbum)
Contraseña es un álbum perteneciente al cantautor uruguayo Jaime Roos editado bajo el sello Columbia en el año 2000. La canción Amor profundo; compuesta originalmente por Alberto Wolf, fue la más destacada del disco.
Se trata de un disco formado principalmente por canciones compuestas por otros músicos montevideanos, arregladas por Roos. 
Era un proyecto que Jaime Roos tenía desde hacía tiempo, pero que tomó forma luego de que produjera el álbum Cuando el río suena (de Adriana Varela), donde realizó arreglos de diversos artistas uruguayos. Pensó el disco como una forma de acercar a ciertos autores que él tiene como "maestros" (Dino, Alfredo Zitarrosa o El Sabalero) a aquellos que no los conozcan.
El sonido del disco es el usual de Jaime Roos, mezclando la música local del candombe, murga y milonga con toques de pop y rock.
La tapa del disco es una foto de Mario Marotta en la que se ve la cara de Jaime Roos (borroneada, por estar fuera de plano) junto a un cartel de tránsito con la figura de un futbolista. El cantante dice que dicho cartel, que solo existe en Uruguay, es una muestra de la identidad de su país.

## Lista de canciones
1. «Amor profundo» (letra y música de Alberto Wolf)
2. «Esa tristeza» (letra y música de Eduardo Mateo)
3. «No pienses de más» (letra y música de Jorge Drexler)
4. «Andenes» (letra y música de Estela Magnone)
5. «Voces» (letra y música de Nicolás Ibarburu)
6. «Milonga de Gauna» (letra y música de Jaime Roos)
7. «Tablas» (letra y música de Gastón Ciarlo)
8. «El loco Antonio» (letra y música de Alfredo Zitarrosa)
9. «Calle Yacaré» (letra y música de Roberto Darvin)
10. «Altos» (letra de Raúl "Flaco" Castro y música de Jaime Roos)
11. «Sin saber por qué» (letra de Roos y música de Jorge Galemire)
12. «Biromes y Servilletas» (letra y música de Leo Maslíah)

## Músicos participantes
- Jaime Roos: voz, coros, guitarra,  bajo, percusión, arreglos.
- Nicolás Ibarburu: guitarra eléctrica, guitarra 12 cuerdas en El loco Antonio.
- Gustavo Montemurro: piano, sintetizador.
- Martín Ibarburu: batería.
- Walter "Nego" Haedo: percusión.
- Wilson Negreyra: coros.
- Ney Peraza: dirección coral en Amor Profundo, guitarra en Milonga de Gauna y Tablas.
- Freddy "Zurdo" Bessio: voz solista en Amor profundo.
- Grupo "Los Mareados": coro murguero en Amor profundo.
- Álvaro Fontes: coro en Voces.
- "Toto" Méndez y Freddy Pérez: guitarras en Tablas.
- Gastón Ciarlo: voz en El loco Antonio.
- "Piraña" Silva, José Luis Giménez y Mariano Barroso: tambores en Calle Yacaré.
- Andrés Ibarburu: bajo en Biromes y servilletas.[4]